# フィッシュバック
フィッシュバック（仏: Fishbach、本名：仏: Flora Fishbach、1991年 - ）は、フランスのランス出身の歌手、シンガーソングライター。
全てセルフプロデュースで曲作りを行っているアーティストである。

## 来歴
フランスシャンパーニュ地方、ランス出身。
2010年、17歳で歌手活動を開始。メタルロックのライブに行ったのがきっかけで、ギタリストに誘われバンド活動を始める。
2015年10月、ファーストシングル「Mortel」を発売。この曲が人の死についてを描いたものであり、3日後に起きたパリの同時多発テロ事件と重なってヒットする。
2017年1月、ファーストアルバム『A ta merci』をリリースし、フランス国内のチャートで32位を記録。
4月26日、J-waveのラジオ番組「SPARK」に出演し、水曜日のナビゲーターである水曜日のカンパネラと共演。
5月、フランスのランスで行われる音楽フェスティバル「マニフィック・ソサエティ(仏: La Magnifique Society2017、前身はエレクトリシティ（フランス語: Elektricity）)」に出演。同フェスが主催するキックオフパーティーが4月7日に代官山で行われ、ライブ出演した。

## ディスコグラフィ

### アルバム
- Fishbach(2015年)
- A ta merci(2017年) - Deluxe Edition
- A ta merci(2018年)

## シングル
- Mortel(2015年)
- Fishbach(2015年)
- Un autre que moi(2016年)
- Ajmal Logha(2017年)

## ツアー
- A ta merci - フランス全土[10]

## 受賞とノミネート
- Prix des Indés 2017 - prix de l'Album Révélation - 受賞[6]
- Victoires de la musique フランス語版ページ 今年のアーティスト賞(仏: Victoires de la Musique - Group or Artist Stage Révélation of the Year)(2018年) - ノミネート[11]